# Dybesø
Dybesø är en sjö i Danmark. Den ligger i Region Själland, i den östra delen av landet. Dybesø ligger på ön Sjælland. Den högsta punkten i närheten är 20 meter över havet, 1,0 km sydost om Dybesø.